# Ruginești
Ruginești è un comune della Romania di 4 497 abitanti, ubicato nel distretto di Vrancea, nella regione storica della Moldavia. 
Il comune è formato dall'unione di quattro villaggi: Anghelești, Copăcești, Ruginești, Văleni.
Ruginești ha dato i natali al geologo e paleontologo Sava Athanasiu (1861-1946).